# Установка етнічна
Устано́вка етні́чна — стан схильності людини до сприйняття тих чи інших явищ етнічного життя та міжетнічних відносин, а також її готовності діяти відповідно до ситуації, що складається. Установка етнічна є різновидом соціальної установки. Вона фокусується на переконаннях, поглядах і думках людини щодо історії та сучасного життя етнічної спільноти, її взаємодії з представниками інших етнічних формувань. Як один із рівнів ієрархічної системи диспозицій (попередніх поведінці орієнтацій — за В. А. Ядовим) особистості, етнічна установка виконує роль регулятора етнічної поведінки людини. Однак, так само як між установкою і реальною поведінкою людини може існувати розбіжність (так званий парадокс Лап'єра), реальна етнічна поведінка може не збігатися із етнічною установкою особистості. Безліч прикладів тому дають країни «посттоталітаризму».